# Conn Smythe Trophy
Il Conn Smythe Trophy è un premio istituito dalla National Hockey League e assegnato al miglior giocatore della propria squadra nel corso dei playoff della Stanley Cup. Il Conn Smythe Trophy è stato consegnato per 46 volte a 40 giocatori diversi a partire dalla stagione 1964-65. Ogni anno, alla conclusione delle finali della Stanley Cup, i membri della Professional Hockey Writers' Association selezionano il giocatore vincitore del premio. Il trofeo viene consegnato subito prima rispetto alla Stanley Cup da parte del commissario della NHL, e viene annunciato solo il vincitore, in contrasto con la maggior parte degli altri premi della lega i quali prevedono una cerimonia apposita e la scelta di tre finalisti.
A differenza del MVP dei play-off delle altre leghe nordamericane (il Super Bowl MVP, l'NBA Finals MVP ed il World Series MVP), il Conn Smythe si basa sull'intero periodo dei playoff, non soltanto l'ultima partita o l'ultima serie disputata.

## Storia
Il Conn Smythe Trophy fu introdotto nel 1964 da parte del Maple Leaf Gardens Limited per celebrare Conn Smythe, l'ex-proprietario, general manager e allenatore dei Toronto Maple Leafs e membro della Hockey Hall of Fame. Il design del trofeo è simile a quello del Maple Leaf Gardens, l'arena nella quale i Maple Leafs disputarono i loro incontri casalinghi dal 1931 al 1999, con una foglia d'acero di decorazione in cima al premio.
Il primo vincitore fu il centro Jean Béliveau, giocatore dei Montréal Canadiens, nel 1965. Il primo giocatore ad imporsi per due volte fu Bobby Orr nel 1972, inoltre fu l'unico difensore a vincere il trofeo più di una volta. Anche il portiere Bernie Parent ed i centri Wayne Gretzky e Mario Lemieux lo hanno vinto due volte, mentre Patrick Roy è l'unico nella storia ad aver vinto in Conn Smythe per tre volte, con due squadre diverse.
Il trofeo per cinque volte è stato vinto da un giocatore della squadra perdente; l'ultimo caso fu Jean-Sébastien Giguère dei Mighty Ducks of Anaheim nel 2003, il quale trascinò la propria squadra contro i New Jersey Devils fino alla Gara-7. L'unico caso in cui non fu un portiere della squadra perdente a vincere il premio fu nel 1976 Reggie Leach, giocatore di Philadelphia, il quale stabilì la cifra record di 19 reti nei playoff, segnando cinque reti in una sola gara delle semifinali e quattro reti nelle Finals.
Tutti i vincitori del Conn Smythe Trophy, tranne che in sette occasioni, erano canadesi: fra di essi vi erano tre statunitensi, Brian Leetch, Tim Thomas, Jonathan Quick e Patrick Kane, il russo Evgenij Malkin e gli svedesi Nicklas Lidström ed Henrik Zetterberg.
Solo tre giocatori hanno vinto il Conn Smythe Trophy e l'Hart Memorial Trophy come miglior giocatore della stagione regolare nella stessa stagione: Bobby Orr nel 1970 e nel 1972, Guy Lafleur nel 1977 e Wayne Gretzky nel 1985. Gli ultimi tre giocatori nelle stesse stagioni conquistarono l'Art Ross Trophy come migliori cannonieri della stagione regolare, mentre Orr vinse anche il James Norris Trophy nel 1970 come miglior difensore.
Il trofeo per nove volte è stato vinto da giocatori dei Montréal Canadiens, per cinque volte da giocatori dei Detroit Red Wings mentre per quattro volte da quelli degli Edmonton Oilers, i Philadelphia Flyers ed i New York Islanders. I St. Louis Blues sono l'unica formazione a non aver mai vinto la Stanley Cup a vantare un vincitore del Conn Smythe Trophy.

## Albo d'oro
| C | Centro    | AS | Ala sinistra |
| D | Difensore | AD | Ala destra   |
| P | Portiere  |    |              |

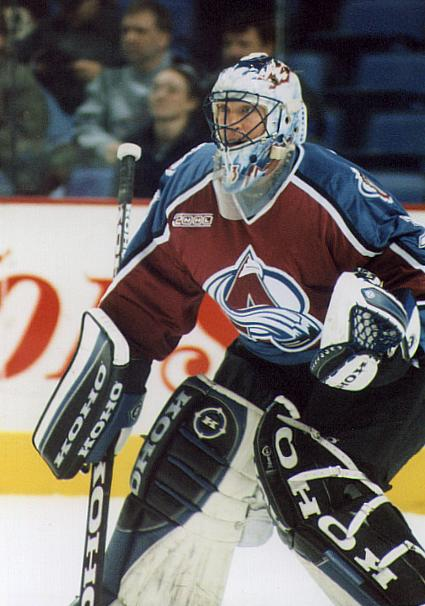
Patrick Roy, l'unico tre volte vincitore.

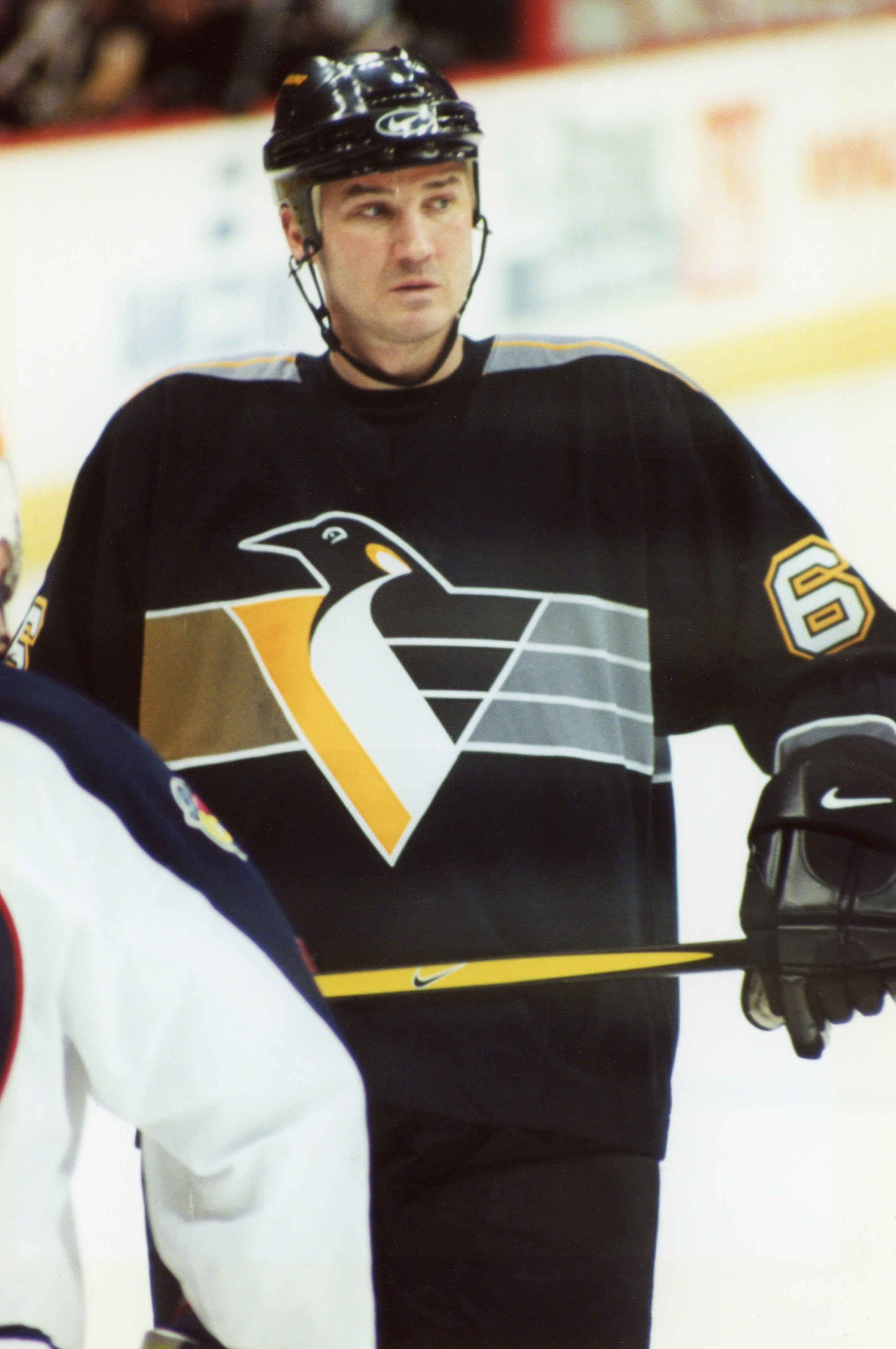
Mario Lemieux, due volte vincitore.

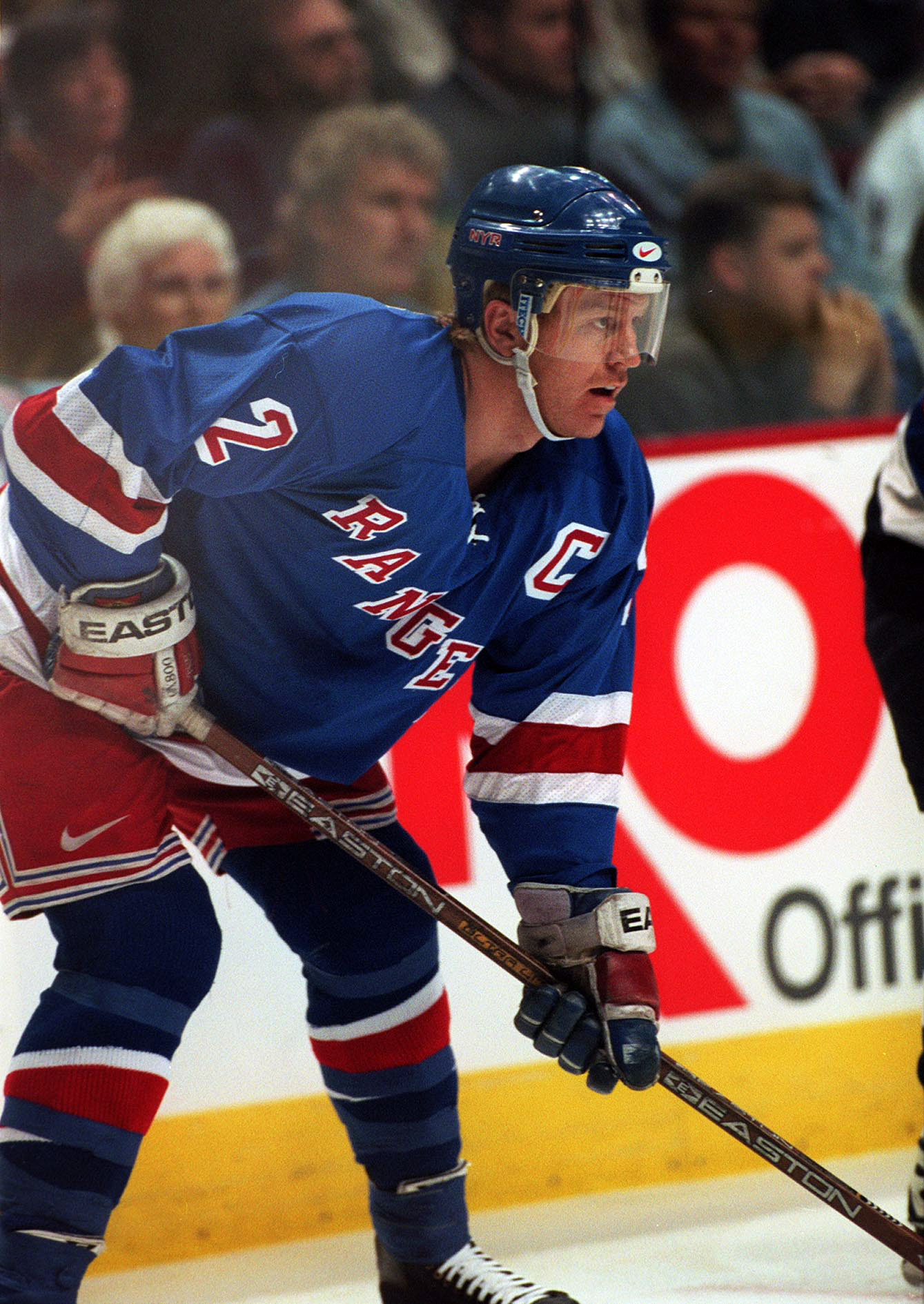
Brian Leetch, primo vincitore non canadese.

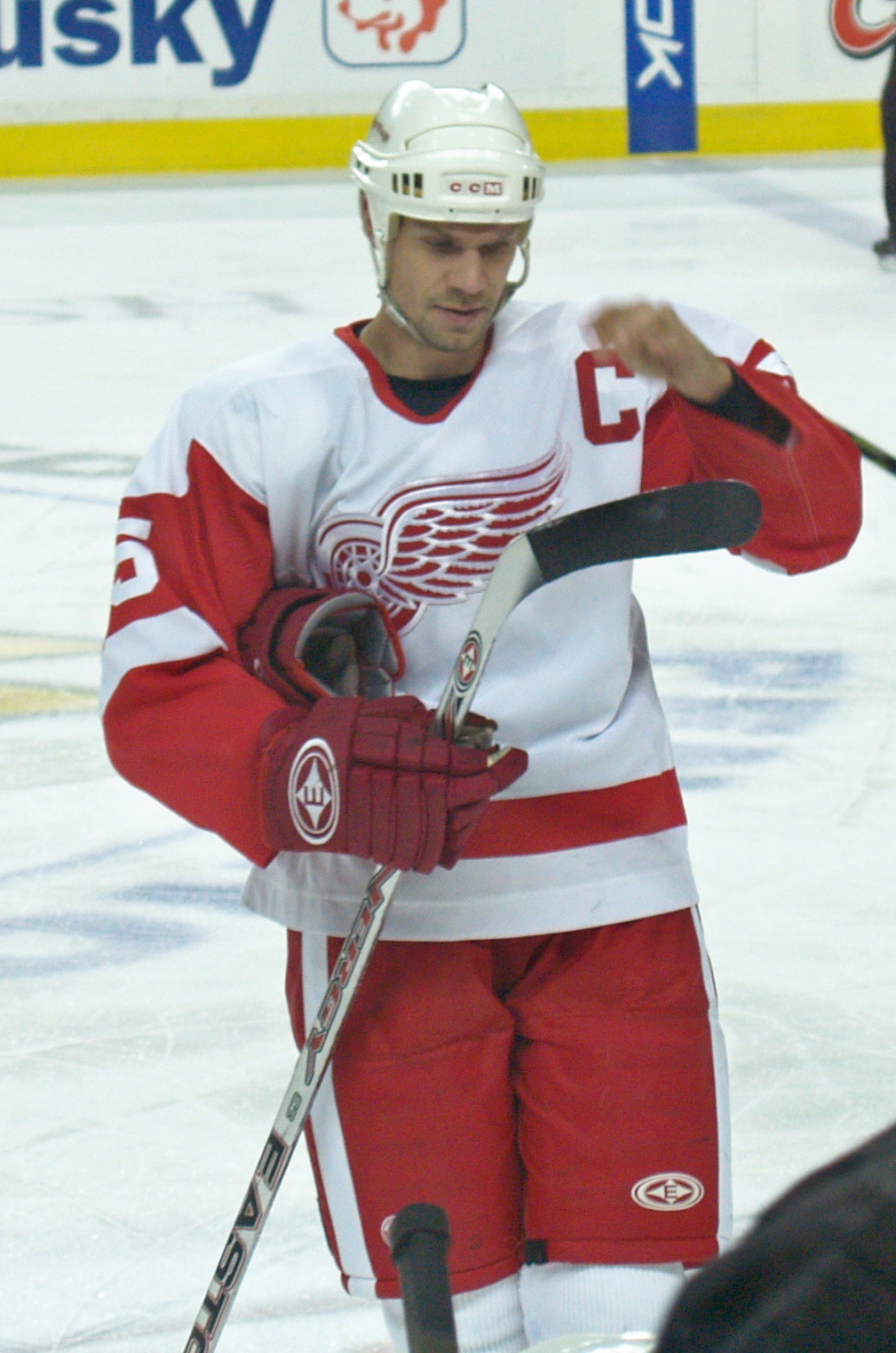
Nicklas Lidström, una volta vincitore.

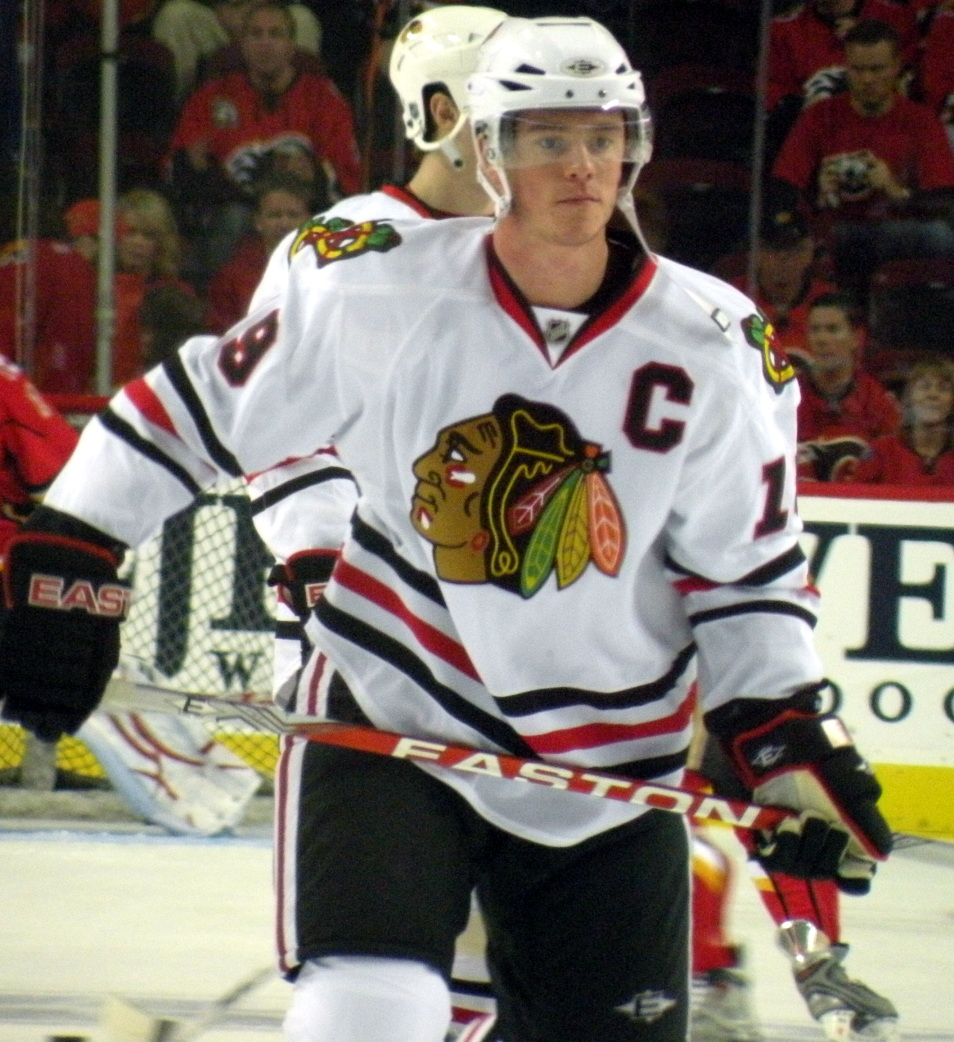
Jonathan Toews, una volta vincitore.

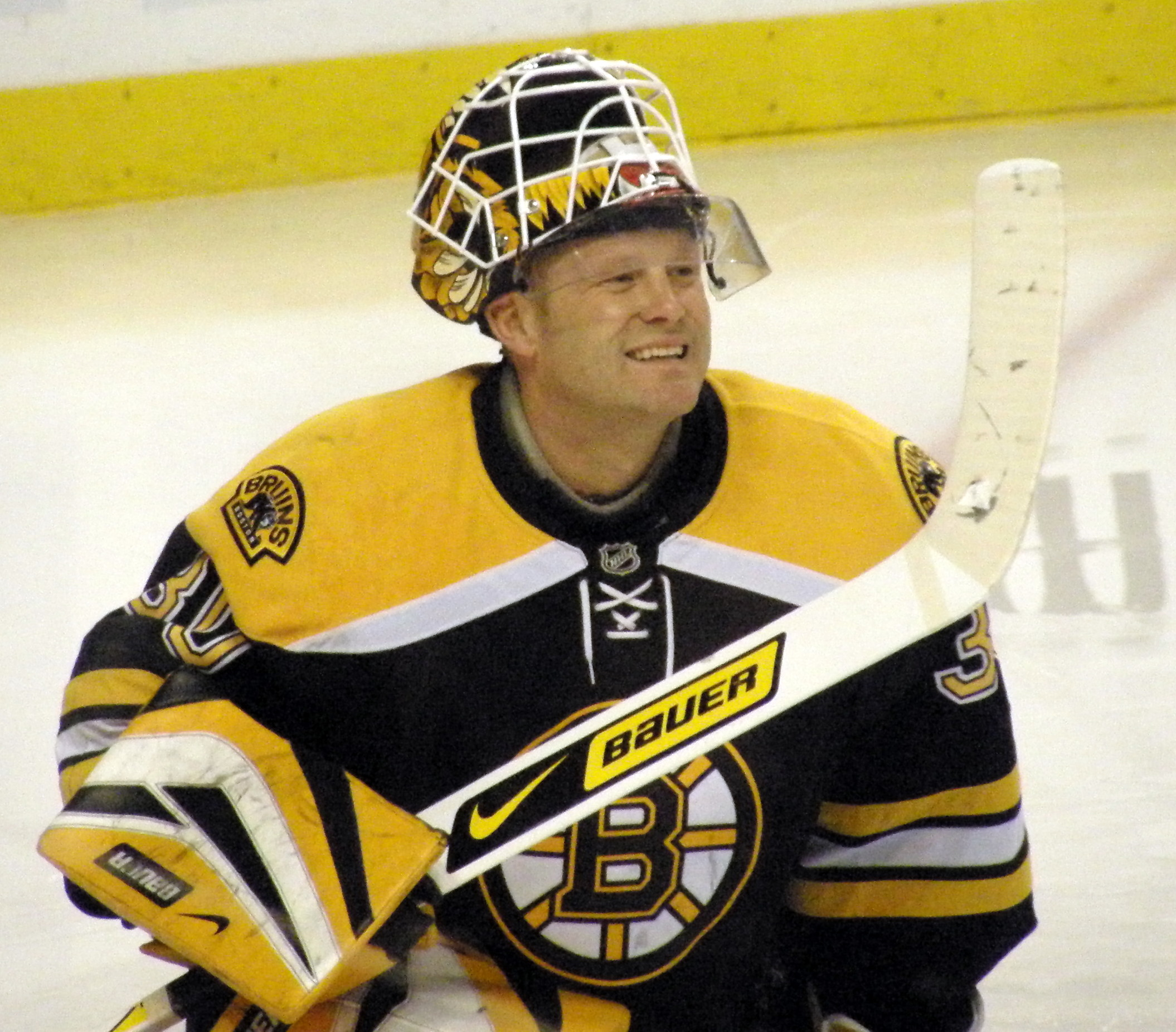
Tim Thomas, una volta vincitore.

     Giocatore ancora in attività nella NHL.
     Giocatore della squadra sconfitta nelle finali di Stanley Cup.
| Anno | Vincitore                            | Squadra                              | Posizione                            | Vittoria # |
| ---- | ------------------------------------ | ------------------------------------ | ------------------------------------ | ---------- |
| 1965 | Jean Béliveau                        | Montréal Canadiens                   | C                                    | 1          |
| 1966 | Roger Crozier                        | Detroit Red Wings                    | P                                    | 1          |
| 1967 | Dave Keon                            | Toronto Maple Leafs                  | C                                    | 1          |
| 1968 | Glenn Hall                           | St. Louis Blues                      | P                                    | 1          |
| 1969 | Serge Savard                         | Montréal Canadiens                   | D                                    | 1          |
| 1970 | Bobby Orr                            | Boston Bruins                        | D                                    | 1          |
| 1971 | Ken Dryden                           | Montréal Canadiens                   | P                                    | 1          |
| 1972 | Bobby Orr                            | Boston Bruins                        | D                                    | 2          |
| 1973 | Yvan Cournoyer                       | Montréal Canadiens                   | AD                                   | 1          |
| 1974 | Bernie Parent                        | Philadelphia Flyers                  | P                                    | 1          |
| 1975 | Bernie Parent                        | Philadelphia Flyers                  | P                                    | 2          |
| 1976 | Reggie Leach                         | Philadelphia Flyers                  | AD                                   | 1          |
| 1977 | Guy Lafleur                          | Montréal Canadiens                   | AD                                   | 1          |
| 1978 | Larry Robinson                       | Montréal Canadiens                   | D                                    | 1          |
| 1979 | Bob Gainey                           | Montréal Canadiens                   | AS                                   | 1          |
| 1980 | Bryan Trottier                       | New York Islanders                   | C                                    | 1          |
| 1981 | Butch Goring                         | New York Islanders                   | C                                    | 1          |
| 1982 | Mike Bossy                           | New York Islanders                   | AD                                   | 1          |
| 1983 | Billy Smith                          | New York Islanders                   | P                                    | 1          |
| 1984 | Mark Messier                         | Edmonton Oilers                      | C                                    | 1          |
| 1985 | Wayne Gretzky                        | Edmonton Oilers                      | C                                    | 1          |
| 1986 | Patrick Roy                          | Montréal Canadiens                   | P                                    | 1          |
| 1987 | Ron Hextall                          | Philadelphia Flyers                  | P                                    | 1          |
| 1988 | Wayne Gretzky                        | Edmonton Oilers                      | C                                    | 2          |
| 1989 | Al MacInnis                          | Calgary Flames                       | D                                    | 1          |
| 1990 | Bill Ranford                         | Edmonton Oilers                      | P                                    | 1          |
| 1991 | Mario Lemieux                        | Pittsburgh Penguins                  | C                                    | 1          |
| 1992 | Mario Lemieux                        | Pittsburgh Penguins                  | C                                    | 2          |
| 1993 | Patrick Roy                          | Montréal Canadiens                   | P                                    | 2          |
| 1994 | Brian Leetch                         | New York Rangers                     | D                                    | 1          |
| 1995 | Claude Lemieux                       | New Jersey Devils                    | AD                                   | 1          |
| 1996 | Joe Sakic                            | Colorado Avalanche                   | C                                    | 1          |
| 1997 | Mike Vernon                          | Detroit Red Wings                    | P                                    | 1          |
| 1998 | Steve Yzerman                        | Detroit Red Wings                    | C                                    | 1          |
| 1999 | Joe Nieuwendyk                       | Dallas Stars                         | C                                    | 1          |
| 2000 | Scott Stevens                        | New Jersey Devils                    | D                                    | 1          |
| 2001 | Patrick Roy                          | Colorado Avalanche                   | P                                    | 3          |
| 2002 | Nicklas Lidström                     | Detroit Red Wings                    | D                                    | 1          |
| 2003 | Jean-Sébastien Giguère               | Mighty Ducks of Anaheim              | P                                    | 1          |
| 2004 | Brad Richards                        | Tampa Bay Lightning                  | C                                    | 1          |
| 2005 | Premio non assegnato per il lockout. | Premio non assegnato per il lockout. | Premio non assegnato per il lockout. |            |
| 2006 | Cam Ward                             | Carolina Hurricanes                  | P                                    | 1          |
| 2007 | Scott Niedermayer                    | Anaheim Ducks                        | D                                    | 1          |
| 2008 | Henrik Zetterberg                    | Detroit Red Wings                    | C                                    | 1          |
| 2009 | Evgenij Malkin                       | Pittsburgh Penguins                  | C                                    | 1          |
| 2010 | Jonathan Toews                       | Chicago Blackhawks                   | C                                    | 1          |
| 2011 | Tim Thomas                           | Boston Bruins                        | P                                    | 1          |
| 2012 | Jonathan Quick                       | Los Angeles Kings                    | P                                    | 1          |
| 2013 | Patrick Kane                         | Chicago Blackhawks                   | AS                                   | 1          |
| 2014 | Justin Williams                      | Los Angeles Kings                    | AD                                   | 1          |
| 2015 | Duncan Keith                         | Chicago Blackhawks                   | D                                    | 1          |
| 2016 | Sidney Crosby                        | Pittsburgh Penguins                  | C                                    | 1          |
| 2017 | Sidney Crosby                        | Pittsburgh Penguins                  | C                                    | 2          |
| 2018 | Alexander Ovechkin                   | Washington Capitals                  | AS                                   | 1          |
| 2019 | Ryan O'Reilly                        | St. Louis Blues                      | C                                    | 1          |
| 2020 | Victor Hedman                        | Tampa Bay Lightning                  | D                                    | 1          |
| 2021 | Andrej Vasilevskij                   | Tampa Bay Lightning                  | G                                    | 1          |
| 2022 | Cale Makar                           | Colorado Avalanche                   | P                                    | 1          |